# Nintendo On
La Nintendo On est une fausse console de jeu vidéo.
Elle a été introduite dans une vidéo de 6 minutes et 21 secondes,

publiée sur internet un peu avant l'E3 2005. La vidéo a été créée par Pablo Belmonte d'Espagne, qui utilise le pseudonyme psyco3ler. Belmonte a posté cette vidéo en la décrivant comme une bande-annonce de la prochaine console de Nintendo, qui s'appelait à ce moment « Revolution » et qui s'est finalement révélée être la Nintendo Wii. La vidéo était très convaincante et est maintenant considérée comme l'un des plus grands canulars de l'histoire des jeux vidéo[réf. nécessaire].
La musique de cette vidéo consiste principalement en Guns de Harry Gregson-Williams de la bande-musicale de Bienvenue dans la jungle (The Rundown), avec un mélange de différentes musiques de Super Mario 64.
La vidéo ne contient aucune preuve que les musiques ont été utilisées avec la permission.

## Réactions
À ce moment, plusieurs personnes ont cru que la vidéo représentait une vraie annonce de la console nouvelle génération de Nintendo car la description de la Nintendo On semblait aller avec ce que Nintendo planifiait pour la "Revolution". La qualité de la vidéo et les concepts utilisés ont convaincu plusieurs que la vidéo aurait pu difficilement être créée par un internaute. Par contre, le temps progressait et aucune information sur la nouvelle console n'était donnée par Nintendo. La vidéo Nintendo On a été déclarée un canular lorsque Nintendo a publié les premières images de "Revolution", un peu après l'E3 2005.
Certains pensent que la vidéo était une prédiction de la future console, d'autres pour tester le pouls avant l'annonce officielle de la Wii.